# Bella vita
Bella vita è un singolo del disc jockey e produttore svizzero DJ Antoine, tratta dal suo album in studio Sky Is the Limit del 2013.

## Tracce
1. Bella vita – 3:23

## Classifiche di fine anno
| Classifica (2013) | Posizione |
| ----------------- | --------- |
| Italia            | 71        |